# Nancy Ho
Nancy W. Y. Ho (* 1936 in China) ist eine chinesisch-amerikanische Molekularbiologin und Hochschullehrerin. Sie ist emeritierte Forschungsprofessorin an der School of Chemical Engineering der Purdue University. Sie veränderte die Gene einer bestimmten Hefeart so, dass mehr Zucker aus Pflanzenmaterial in Ethanol umgewandelt wird.

## Leben und Werk
Ho wurde in China geboren und bevor die Kommunisten das chinesische Festland übernahmen, zog sie mit ihrer Familie nach Taiwan. 1957 erhielt sie ihren Bachelor-Abschluss in Chemieingenieurwesen an der National Taiwan University und 1960 den Master-Abschluss an der Temple University in Philadelphia. 1968 promovierte sie am Department of Biological Sciences der Purdue University. Nach Abschluss ihres Studiums forschte sie an der Purdue University, wo sie 1971 in die Fakultät eintrat und 2007 Forschungsprofessorin an der Purdue School of Chemical Engineering wurde.  Derzeit ist sie Senior Research Scientist am Purdue Laboratory of Renewable Resources Engineering (LORRE).
Seit 1980 konzentrierte sie sich auf den Einsatz von DNA-Techniken zur Verbesserung industrieller Mikroorganismen. Ihre bekannteste Arbeit war die Entwicklung von rekombinanter Saccharomyces-Hefe, bekannt als Ho-Purdue-Hefe, die Zellulose-Ethanol aus allen Arten von Zellulose-Pflanzenmaterialien, wie Maisstroh, Weizenstroh, Holz und Gräsern, effektiv herstellen kann. Ihr Labor an der Purdue University verbessert die Hefe kontinuierlich, damit diese Zellulose-Ethanol noch effizienter produzieren kann. Die technisch hergestellte Hefe mit dem Namen Ho-Purdue-Hefe produziert mindestens 30 Prozent mehr Ethanol aus Pflanzenmaterialien als herkömmliche Hefen und benötigt keine besonderen Nährstoffe oder Bedingungen zum Gedeihen, was sie kostengünstiger macht.
Ho sah die Notwendigkeit voraus, ein globales Unternehmen zu haben, um die Hefe zu produzieren und zu vermarkten sowie andere Dienstleistungen für die Zellulose-Ethanol-Produktion anzubieten. 2006 begann Ho mit der Produktion und Vermarktung der Hefe durch Green Tech America, Inc., die sie im Purdue Research Park gründete. Das Unternehmen ist bestrebt, saubere Biokraftstoffe und Chemikalien aus erneuerbaren Ressourcen herzustellen.

## Ehrungen
1999 wurde sie vom Discover Magazine mit dem Preis für technologische Innovation ausgezeichnet. 2007 wurde Ho für ihre Arbeit vom ehemaligen Präsidenten George W. Bush geehrt, der Ho als Gast bei seiner Rede zur Lage der Nation einlud. Ho erhielt 2013 die National Medal of Technology and Innovation von Präsident Barack Obama verliehen. Die Auszeichnung ist die höchste Auszeichnung für technologische Errungenschaften, die von dem Präsidenten der Vereinigten Staaten verliehen wird. Ho erhielt die Auszeichnung für die Entwicklung einer hefebasierten Technologie, die aus Pflanzen gewonnene Zucker zu Ethanol kofermentieren kann, und für die Optimierung dieser Technologie für die großtechnische und kostengünstige Produktion von erneuerbaren Biokraftstoffen und industrielle Chemikalien.

## Veröffentlichungen (Auswahl)
- mit E. Casey, M. Sedlak, N. S. Mosier: Effect of Acetic Acid and pH on the Cofermentation of Glucose and Xylose to Ethanol by a Genetically Engineered Strain of Saccharomyces cerevisiae. Yeast Research, 10(4), S. 385–393, 2010.
- mit M. Sedlak: Characterization of the Effectiveness of Hexose Transporters for Transporting Xylose During Glucose and Xylose Co-Fermentation by a Recombinant Saccharomyces Yeast. Yeast, 21, S. 671–684, 2004.
- mit Z. Chen, A. P. Brainard: Genetically Engineered Saccharomyces Yeast Capable of Effective Co-fermentation of Glucose and Xylose. Applied and Environmental Microbiology, 64(5), S. 1852–1859, 1998.
- The Miracle Yeast. Life Rich Publishing, 2018, ISBN 978-1-4897-1929-4.